# Marleen Schouterden
Marleen Schouterden (27 juni 1969) is een Belgische voormalig handbalster.

## Levensloop
Schouterden was actief bij Initia Hasselt, vervolgens was ze een tijdlang actief bij HV Arena. In 2001 keerde ze terug naar Initia Hasselt.
Ze werd tweemaal (1992 en 1993) verkozen tot handbalster van het jaar.